# بی‌صدا فرار کن، بی‌صدا دور شو (فیلم ۱۹۵۸)
بی صدا فرار کن، بی صدا دور شو (انگلیسی: Run Silent, Run Deep) فیلمی آمریکایی در سبک جنگی به کارگردانی رابرت وایز است که در سال ۱۹۵۸ منتشر شد.

## بازیگران
- کلارک گیبل
- برت لنکستر
- جک واردن
- برد دکستر
- دان ریکلس
- جان برایانت
- جان گیبسون
- کن لینچ
- رودی باند